# Aloe hemmingii
Aloe hemmingii là một loài thực vật có hoa trong họ Măng tây. Loài này được Reynolds & Bally mô tả khoa học đầu tiên năm 1964.

## Hình ảnh

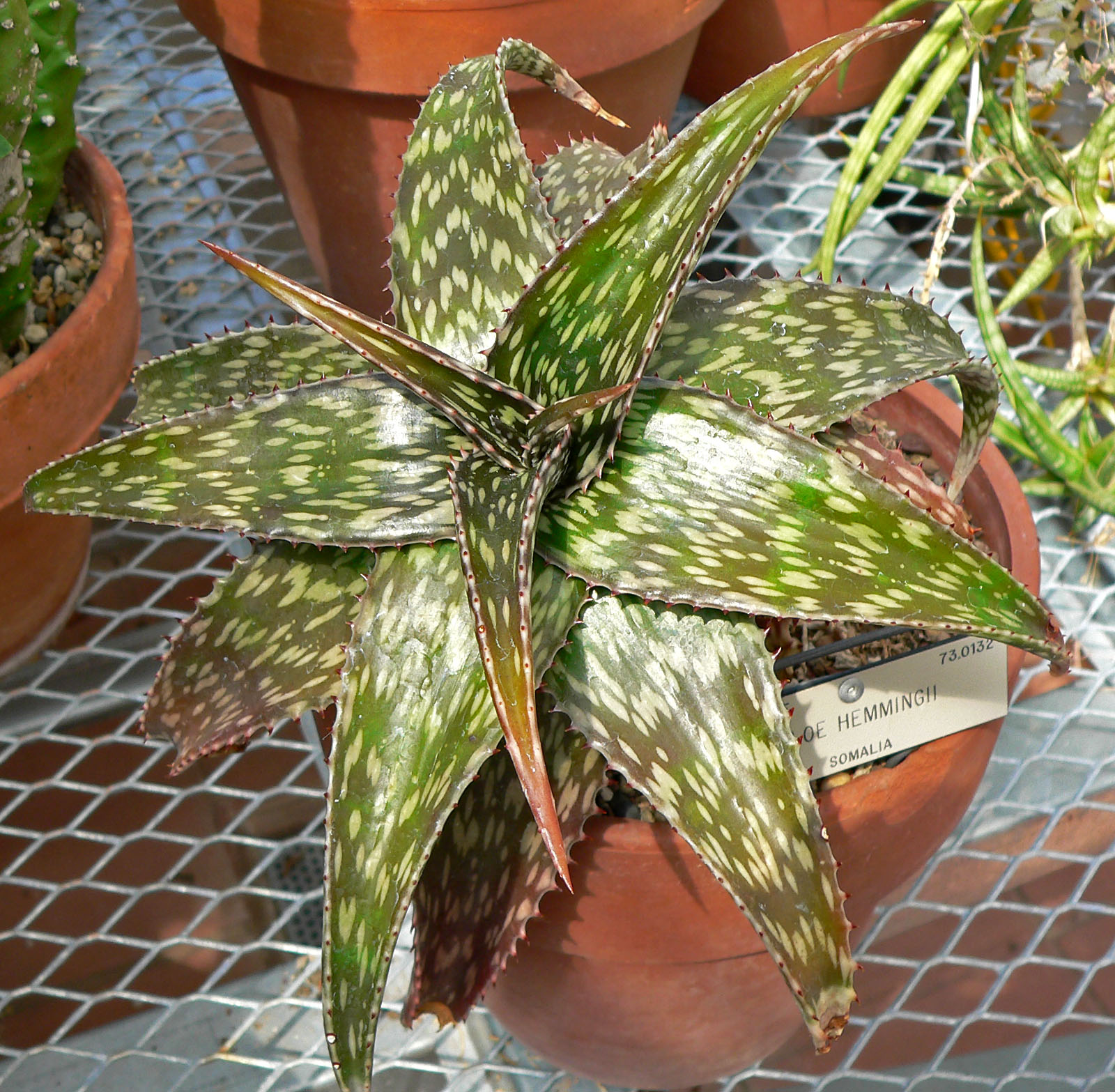